# 하브루타

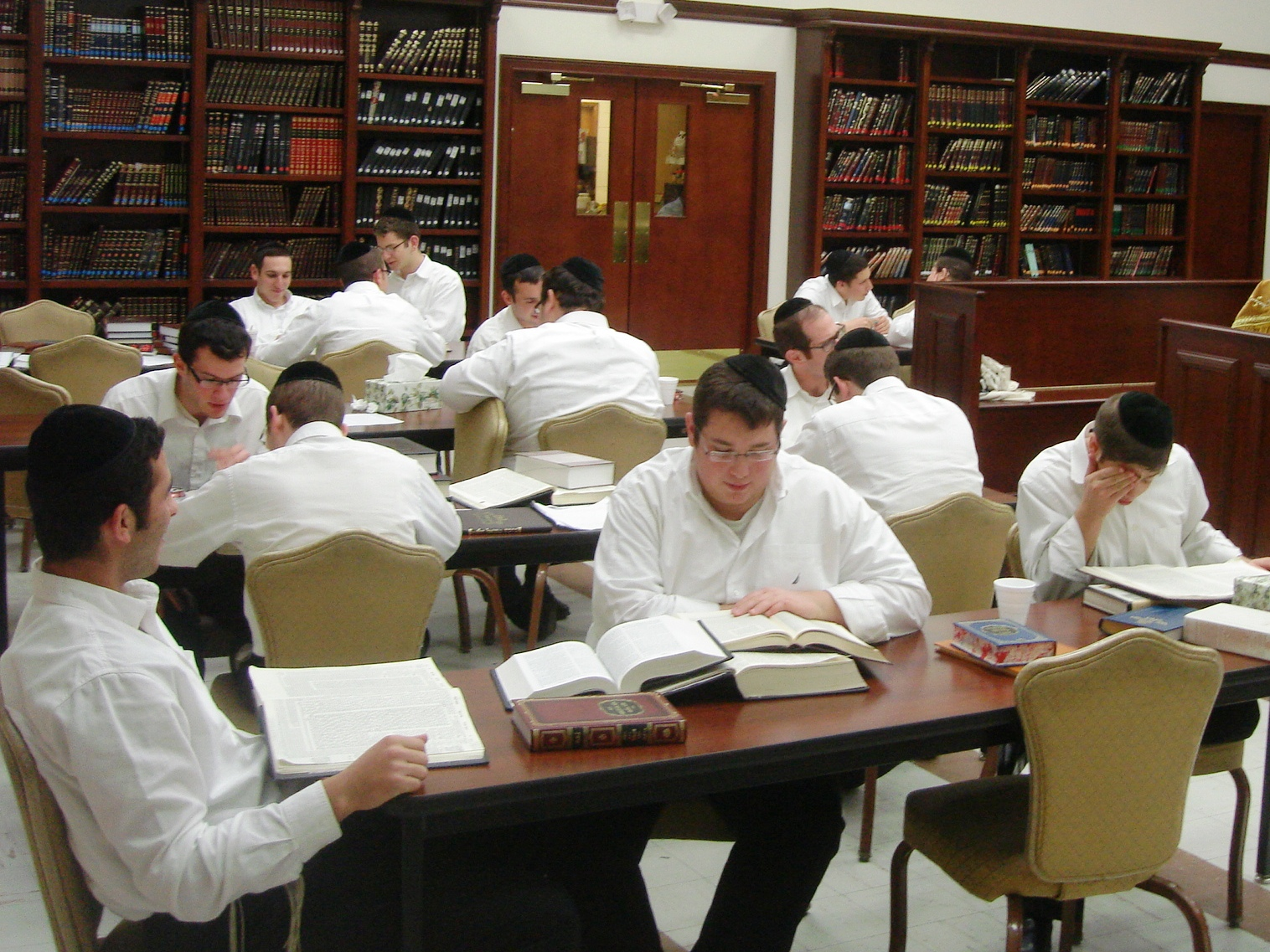
예시바 대학 도서관에서 학습자들이 나란히 또는 마주보고 앉아서 하브루타 학습법으로 대화하며 학습한다.

하브루타(히브리어: חַבְרוּתָא 핫브루타, 영어: chavruta, havruta)는 정통 유대교 교리를 따르는 유대인의 전통적 학습방법이다. 문자적 의미는 함께 (together), 우정, 동료 등을 뜻한다. 예시바(yeshiva) 및 코렐(kollel)에서 주류적 학습법이다. 교사-학생간의 관계와 달리, 하브루타 학습에서는 각자가 분석하고 자신의 생각을 조직화하여 상대방에게 설명하며, 상대방의 이야기를 듣고 질문하면서, 때로는 전혀 새로운 관점을 발견하기도 한다. 2000년대에 들어 전화 및 인터넷으로까지 확산되고 있다. 좁은 의미로는 동급생, 넓은 의미로는 가정, 선생님과 서로 대화함으로써 서로 자기주도학습능력 향상, 사고력, 창의력을 함양할 수 있다. 친구를 의미하는 아람어인 하베르에서 유래한 용어로, 학생들끼리 짝을 이루어 서로 질문을 주고받으며 논쟁하는 유대인의 전통적인 토론 교육 방법. 유대교 경전인 ≪탈무드≫를 공부할 때 주로 사용되지만 오늘날에서 그 범위가 넓어져 가고 있다. 
나이와 성별, 계급에 차이를 두지 않고 두 명씩 짝을 지어 공부하며 논쟁을 통해 진리를 찾아가는 방식이다. 이때 부모와 교사는 학생이 마음껏 질문할 수 있는 환경을 만들어 주고 학생이 스스로 답을 찾을 수 있도록 유도하는 역할을 한다.
하브루타는 소통을 하며 답을 찾아가는 과정 속에서 다층적으로 지식을 이해하고 문제를 해결할 수 있다는 장점이 있다. 하나의 주제에 대한 찬반양론을 동시에 경험하게 되므로 이를 통해 새로운 아이디어와 해결법을 이끌어 낼 수도 있다. 
하브루타는 정통 유대교 신자들 사이에서 행해지는 교육법이다. 일반 가정에서의 이스라엘 교육 방식과는 차이가 있을 수 있다.

## 정의
하브루타는 "우정" 또는 "동반자 관계"를 의미하는 아람어 단어이다. 미슈나와 게마라의 랍비들은 함께 토라를 연구하는 사람을 가리키는 말로써 chaver (חבר, "친구"또는 "동반자")를 사용한다. 현대의 언어에서, 하브루타는 "학습 파트너"로 정의된다.
정통 유대교에서, 하브루타는 두명의 학생이 하나 하나를 배우는 것을 말한다. 3명 이상의 학생들이 함께 배울 때는 chavurah (히브리어 : חַבוּרָה, 그룹)라고 한다. 개혁 유대교는 하브루타의 아이디어를 함께 공부하는 두세 명, 세 명, 네 명 또는 다섯 명을 포함하는 것으로 확장시켰다.

## 효과
교사가 학생에게 강의하고 시험을 통해 정보를 암기하고 다시 반복하는 기존 교실 학습과는 달리, 또 학생들이 독립적인 연구를 하는 학회와는 달리, 하브루타는 학생들이 학습 과제를 구두로 설명한다. 또한, 상대의 논증에 오류를 찾아내고 서로의 생각에 대해 질문하며 종종 본문의 의미에 대해 완전히 새로운 통찰력을 갖게 된다.
하브루타는 학생들이 배움에 집중하며, 추리력을 날카롭게 하고, 생각을 말로 발전시키고, 논리적인 논쟁로 그의 생각을 정리하도록 돕는다. 이러한 유형의 학습은 또한 모호하게 유지될 수 있는 아이디어에 정밀성과 명확성을 부여한다. 다른 사람의 의견에 귀 기울이고, 분석하고, 대응하는 것은 타인에 대한 존경을 심어준다. 하브루타를 방해하는 것은 예의에 어긋난다고 여겨진다. 하브루타와의 관계는 또한 그의 하브루타에서 실망하거나 취소하는 것을 싫어하기 때문에 자신의 연구에 대한 학생들의 개인적인 노력을 강화한다.

## 같이 보기
- 페어 프로그래밍